# Säkring (vapen)
En säkring är en anordning som hindrar ett vapen från att avfyras när det inte är avsett. Den vanligaste typen är en omställare med två eller flera lägen. När omställaren är i det läge som hindrar vapnet från att avfyras sägs vapnet vara säkrat. Vapen som kan skjuta automateld har ofta tre lägen: ett säkrat läge, ett för patronvis eld och ett för automateld. 
Denna typ av säkring kräver att skytten manuellt ställer om säkringen för att säkra och osäkra vapnet. Det finns andra, kompletterande, säkringar som är avsedda att öka säkerheten. En greppsäkring är en fjäderbelastad platta i kolven. Greppsäkringen hindrar vapnet från att avfyras förrän skytten har ett fast grepp om kolven. Glock 17 har ingen extern säkringsomställare, men har en säkring enligt samma princip som greppsäkring som osäkrar pistolen när avtryckaren trycks in.
Säkringarnas funktion varierar. Vissa hindrar endast avtryckaren från att avfyra vapnet. Ett vapen som är säkrat på så sätt kan ändå avfyras om det utsätts för en stöt, genom att till exempel tappas i golvet. Mer avancerade säkringar blockerar också slagstiftet.